# Juan Urraco de Guzmán "El Bueno"
Juan Urraco Pérez de Guzmán El bueno fue el IV señor de Lepe y Redondela y comendador mayor de León. Era hijo de Juan Alonso Pérez de Guzmán, I duque de Medina Sidonia y Urraca Pérez de Guzmán, nieto materno de Alfonso Pérez de Guzmán y Castilla, bisnieto de Juan Alonso Perez de Guzmán y Osorio y Beatriz de Castilla y tataranieto del rey Enrique II de Castilla y de Beatriz Ponce de León.

## Orígenes familiares
Descendiente preclaro de los condes de Niebla por sus dos ramas más portentosas de su época; Trástamara de la sangre del rey Enrique II de Castilla y de Beatriz Ponce de León y Lauria, preclaro descendiente de Roger de Lauria. Por sus dos partes era descendiente preclaro del famoso Guzmán el Bueno, célebre alcaide de Tarifa. Fue medio hermano de Enrique Pérez de Guzmán y Meneses, IV conde de Niebla y II duque de Medina Sidonia. Su abuelo materno era el señor de Ayamonte, Lepe y Redondela, pero por ciertas desavenencias familiares con su sobrino, terminó preso por intentar independizar los derechos de sus propiedades.

## Biografía
Nacido se cree en Ayamonte hacia 1440, fruto de los amores de su noble padre con su prima, en un intento de aclarar el problema por la sucesión de las tierras de Ayamonte, Lepe y Redondela, en la cual le había prometido la devolución si tenía un hijo varón con él, su mujer era estéril, como señor de Sanlúcar de Barrameda y III conde de Niebla, era el noble más poderoso del sur de España, con posesiones por media Andalucía, su poderoso ejército conquistó numerosas ciudades a los musulmanes sin apoyo de la corona en muchas ocasiones, tan solo quedaba el reino de Granada. Luego sería el I duque de Medina Sidonia, el título más antiguo del reino por merced de Juan II de Castilla. Heredó de su padre el legado de su abuelo materno, el señorío fusionado de Lepe y Redondela, Ayamonte lo separó para una de sus hijas de otros amoríos. Mientras vivió su madre conservó el señorío pese a las discrepancias que traía con su padre y luego con su hermano Enrique de Guzmán, que se atrevía a cuestionar incluso la intercesión de la corona a su favor en el conflicto, nadie cuestionaba su derecho a su herencia, pero tras ser señor muchos años casi con absoluta autoridad, fue con su hermano cuando empezaron a surgir roces jurisdiccionales y acabaron en lucha abierta, teniendo que ceder la titularidad de los dos señoríos, por ello muchas veces no se le cuenta como señor de ambos aunque lo fue cierto tiempo, unas dos décadas, por tal motivo se ganó gran reputación en el campo de batalla siendo capitán de la frontera, reconocido de los reyes católicos, luchando hasta en batallas tan conocidas como la de la Axarquía en donde acabó prisionero. Tras el pago de rescate volvió con su familia y siempre gozó de la simpatía y apreció de la mayoría de sus medio hermanos. Pese a que hacia años que su hermano Enrique controlaba ya todas sus extensas tierras, vivía de ciertos lotes de tierras y derechos del comercio. Tuvo un hermano entero de nombre Lorenzo que fue su apoyo, mediador y se dedicó a clérigo. Falleció en el primer tercio del siglo XVI.

## Matrimonio
Del matrimonio de Juan Urraco de Guzmán con Leonor de Cárdenas y Luna en 1470, hija del maestre de Santiago, Alonso de Cárdenas y de la casa del papa Luna nacieron cerca de diez hijos:
- Juan II Gúzman, casó con María Céspedes, con sucesión femenina en Motril.
- Juan Francisco de Guzmán y Céspedes se casó con Isabel del Castillo
- Lorenzo, capitán de armas, casó con Constanza Sandoval.
- María Elvira.
- Enrique Lorenzo de Guzmán, capitán de armas, casó con María Manuel Ortiz-Lando, sin sucesión.
- Alonso Pérez de Guzmán, capitán de armas, casó con Beatriz Nebreda, con larga sucesión, algunos en Motril.
- Urraca Pérez de Guzmán, casó con Pedro Castilla, señor de Pinto, con larga sucesión.
- Juana P. Guzmán casó con Alonso Céspedes, señor de la Marisma y caballero de la Orden de Santiago.
- Inés.
- Mencía.
- Teresa.